# مابوروشي
مابوروشي (باليابانية: 幻の光) فيلم دراما ياباني من إخراج هيروكازو كورئيدا وبطولة ماكيكو اسومي وتادانوبو أسانو وتاكاشي نايتو. مقتبس من رواية للكاتب تيرو مياموتو.
الفيلم فاز بالجائزة الذهبية لأفضل تصوير سينمائي في مهرجان البندقية السينمائي 1995.

## الاستقبال
على موقع روتن توميتوز، حصل الفيلم على نسبة موافقة مثالية بلغت 100% بناءً على 24 مراجعة، بمتوسط تقييم 8.1/10. وعلى موقع ميتاكريتيك، حصل الفيلم على درجة 92 من 100، بناءً على 8 مراجعات. وقد لاقى الفيلم ردود فعل إيجابية من النقاد عند إصداره في أمريكا، وحصل على موافقة من سيسكل وإيبرت في حلقة 12 أبريل 1997 من برنامجهما. كما أشاد إيبرت بالفيلم في مراجعته لصحيفة شيكاغو سن-تايمز، مشيرًا إلى «جماله وحزنه المذهلين» وتأثير المخرج الياباني ياسوجيرو أوزو. وقد تم تضمينه لاحقًا في حلقة سيسكل وإيبرت "أفضل أفلام عام 1997" في يناير 1998.

## روابط خارجية
- مابوروشي على موقع IMDb (الإنجليزية)
- مابوروشي على موقع ميتاكريتيك (الإنجليزية)
- مابوروشي على موقع روتن توميتوز (الإنجليزية)
- مابوروشي على موقع نتفليكس (الإنجليزية)
- مابوروشي على موقع ألو سيني (الفرنسية)
- مابوروشي على موقع Turner Classic Movies (الإنجليزية)
- مابوروشي على موقع أول موفي (الإنجليزية)
- مابوروشي على موقع فيلمافينيتي (الإسبانية)
- مابوروشي على موقع قاعدة بيانات الأفلام السويدية (السويدية)
- مابوروشي على موقع قاعدة بيانات الفيلم (الإنجليزية)